# Малый Содом (Кировская область)
Малый Содом — упразднённая в 1968 году деревня в Котельничском районе Кировской области России. Находился на территории современного Макарьевского сельского поселения.

## География
Находилась в лесистой местности в 30 км к северо-западу от Котельнича и в 3 км к западу от существующей деревни Треничи. С запада к примыкала к деревне с парным названием Большой Содом.

### Ближайшие населённые пункты
- д. Большой Содом (↙ 0.8 км)
- д. Куклята (↑ 1.1 км)
- д. Блиновы (Блиновы 1-е)  (↗ 1.4 км)
- д. Киренки (↓ 1.4 км)
- д. Юденки (↘ 1.5 км)
- д. Пахоменки (← 1.6 км)
- д. Мокрецы  (↘ 1.8 км)
- д. Пищиковы (↑ 1.9 км)
- д. Коршунята (↖ 2 км)

### Климат
Климат на территории упразднённого населённого пункта, также как и во всем районе, характеризуется как континентальный, с продолжительной холодной многоснежной зимой и умеренно тёплым летом. Среднегодовая температура — 1,8 °C. Средняя температура воздуха самого холодного месяца (января) составляет −13,9 °C; самого тёплого месяца (июля) — 17,9 °C. Безморозный период длится в течение 114—122 дней. Годовое количество атмосферных осадков — 515 мм, из которых 365 мм выпадает в тёплый период года. Устойчивый снежный покров образуется в середине ноября и держится 160—170 дней.

## Топонимика
Слово «Содом» в названии ряда населённых пунктов Заволжья закрепилось из-за религиозных противоречий официальной церкви с первыми жителями (зачастую староверами, которых обвиняли в «язычестве»).
Список населённых мест Вятской губернии 1859—1873 гг. населённый пункт приводит с двумя названиями, а также производный гидроним Содомка: Перминовской починок (Содом) при рч. Содомке.

## История
Упоминается в Списке населённых мест Вятской губернии 1802 г.(Источник: Ведомости о селениях Вятской губернии на 1802 год // ЦГАКО. Ф. 538. Оп. 22. Ед. хр. 48).
Решением Кировского облсовета от 11.12.1968 исключён из учётных данных.

## Население
Список населённых мест Вятской губернии по переписи населения 1926 г. приводит данные по численности деревни Мал. Содом, Перминовский: 78 жителей, из них 38 мужчин,	40 женщин

## Инфраструктура
Было личное подсобное хозяйство. В 1926 году — 14 хозяйств.

## Транспорт
Просёлочная дорога.